# Opción Ciudadana por Macedonia
La Opción Ciudadana por Macedonia (en macedonio: Граѓанска опција за Македонија-ГРОМ, Graǵanska оpcija za Makedonija, GROM (lit. "Trueno")) es un partido político de centro macedonio, liderado por Stevčo Jakimovski, alcalde de Karpoš.

## Historia
Opción Ciudadana por Macedonia fue fundado por Jakimovski en mayo en 2013, después de que este abandonara su militancia en la Unión Socialdemócrata, en protesta contra las intenciones de dicho partido de boicotear las elecciones locales de 2013. Zoran T. Popovski fue nominado candidato del GROM a la Presidencia de Macedonia para las elecciones presidenciales de 2014, pero obtuvo el último lugar entre los 4 candidatos, con el 3.61% de los votos.
En las elecciones parlamentarias de 2014, GROM lideró una coalición bajo su propio nombre, que incluía al Partido Liberal, al Partido Progresista Serbio de Macedonia, la Unión de Fuerzas de Izquierda de Tito y el Partido de Demócratas Libres. La coalición obtuvo el 2.8% de los votos, lo que les proporcionó un único escaño en la Asamblea de Macedonia del Norte.